# 선원면
선원면(仙源面)은 대한민국 인천광역시 강화군의 면이다.

## 개요
선원면은 고려 고종 때 강화천도 시 권신 최우가 경내에 제일 큰 고장을 세우고, 오백불상을 모신 후 사찰명을 선원사라 하였고, 병자호란 당시 우국공신인 선원 김상용 선생의 위패를 모신 충열사가 본면 선행리에 위치하고 있어 그분의 호를 따서 구한말 1870년 조선 고종 7년 선원면으로 호칭하였다.

## 법정리
- 금월리(錦月里)
- 연리(烟里)
- 지산리(智山里)
- 신정리(新井里)
- 창리(倉里)
- 선행리(仙杏里)
- 냉정리(冷井里)

## 명소
철종 임금이 애용했다는 찬우물 약수터가 강화읍에서 전등사 방향으로 2 km 떨어진 곳에  있다. 신정리 해안가 음식점(장어구이,바다낚시, 횟집)은 강화해안순환도로 개설과 함께 관광객 증가로 시민의 휴식처 및 자유공간으로 널리 이용되고 있다.

## 교육
- 선원초등학교